# سن-فابیان، کبک
سَن-فابیَن (به فرانسوی: Saint-Fabien) قصبه‌ای در منطقه شهری ریموسکی-نژت ناحیه با-سن-لوران در استان کبک کانادا است. در سرشماری سال ۲۰۱۱ این قصبه ۱٬۸۵۳ نفر جمعیت داشته‌است و مساحت آن ۱۲۸٫۰۷ کیلومتر مربع است.